# 栗田勝
栗田 勝（くりた まさる、1932年3月11日 - 1980年1月16日）は、愛知県岡崎市出身の元騎手・元調教師。息子の栗田伸一は元騎手・調教助手であったが、父同様に若くしてこの世を去っている。

## 来歴
子沢山な地方公務員の11人兄弟の下から二番目として誕生し、公務員である父の担当が地元にあった岡崎競馬場の管理であった事や、幼くして母と死別してから母代わりとなった姉が調教師の妻だった事から、幼少期から競馬と接した栗田は騎手を目指す事となった。1946年に京都・武田文吾調教師に弟子入りし、一旦松田由太郎厩舎に移籍したが、再び武田厩舎に戻って1951年にデビュー。初騎乗は6月16日のミスヨシ（7着）で、初勝利はデビュー3ヶ月後の9月15日・ノーベルと手間取った。その後も武田厩舎には佐藤勇を筆頭に名騎手揃いであった事から騎乗馬に恵まれず、8勝→14勝→27勝と勝ち鞍こそ増やしていったが、3年目の1953年までは苦戦傾向であった。ところが、武田厩舎の主戦騎手・佐藤騎乗のレダが毎日王冠で骨折転倒、佐藤は負傷して戦列を離脱してしまう。栗田はその佐藤の穴を埋めた事で頭角を現し、1954年には平地の騎乗に専念し始め、1955年の日本経済新春杯・フジミツルで重賞初制覇。佐藤引退後の1956年からは武田厩舎の主戦騎手として活躍し、ほぼ同時期に2歳年下の武田師の娘・英子と結婚。武田厩舎の主戦騎手になってからは、五冠馬シンザン・快速二冠馬コダマ・牝馬二冠馬ミスオンワード、アラブのシュンエイの主戦騎手として活躍。コダマの二冠がかかった東京優駿は、落馬負傷で大腿骨に金属板が入っている状態で騎乗し勝利した。また、1965年のクラシック戦線では弟弟子の山本正司との兄弟弟子対決も話題になり、最後の一冠である菊花賞では山本鞍上のキーストンのペースを電光掲示板の時計から読み、追走ポジションのダイコーターが最後の直線で差し切るという名騎乗をやってのけている。1968年にはオーストラリアで行われた国際騎手招待競走に招待され、ジャンフランコ・デットーリ（ランフランコ・デットーリの父）と同じ競走で騎乗した。弟弟子の安田伊佐夫が1970年にタニノムーティエで東京優駿に臨んだ時は、早めに仕掛けようとしていた安田に対して、追い抜かれてゆく馬から「まだ早い」と声を掛け、それによって安田が仕掛けを遅らせた事で快勝に繋げた。こうして関西屈指の名騎手としてその名を轟かせた栗田であったが、シンザンが活躍し出した頃から減量苦に悩まされる事となり、自分が招き入れた福永洋一が1970年の全国リーディングを獲得。福永が本格的に武田厩舎の新エースと認められる様子を見届けた栗田は、1971年に引退。
引退後は1971年から調教師に転身し、クリオンワード（きさらぎ賞、阪神大賞典、宝塚記念2着、天皇賞（春）3着）、ウラカワチェリー（北九州記念、阪神牝馬特別）、ゴールデンタテヤマ（阪神3歳ステークスでテンポイントの2着、きさらぎ賞3着）などを管理。1979年には、自厩舎所属騎手になった息子の伸一が新人賞を獲得する活躍をしたが、1980年1月16日に自宅で仮眠中そのまま目覚めることなく急逝した。死因は肝硬変により肥大化した肝臓が心臓に負担をかけた結果の心停止で、減量苦を和らげるために始めた飲酒のし過ぎが死期を早めたと言われている。

## エピソード

### 栗田とシンザン
栗田を語る際に、シンザンの存在は欠かせない。武田師を含む厩舎関係者の大半が見落としていた素質の高さを栗田は入厩時から見抜き、厩舎自慢のオンワードセカンドの担当からシンザンに変更された中尾謙太郎のフォローにまわり、武田の命令を無視しシンザンの騎乗に拘った程であった。この様に、シンザンの才能を即座に見抜いた栗田であったが、先に見抜いたが故のプライドが師である武田との諍いを招いた事もあり、後述のシンザンラストランとなった有馬記念に騎乗できない原因にもなった。

### 弟弟子・福永洋一との比較
栗田の義父であった武田からの評価はすこぶる高く、天才と呼ばれた福永洋一との比較を求められた際に「洋一は大胆なことをやってのける反面、破れるところがある。栗田はその点緻密だった。馬を手の内に入れるまでが何割も違う。洋一は時代もあって数多く勝ったが、栗田のほうがだいぶ上」と評した。ただし、この評は福永が現役中に武田がしたもので、後に落馬事故で再起不能となり、引退を余儀なくされた福永を「無敵の三冠馬みたいな騎手」と評したことを勘案すると、先の評は武田が福永が慢心しないように配慮したものとも考えられる。なお、福永を武田厩舎に引き入れた栗田も福永を高く評価しており、高すぎる才能が起因するアグレッシブな騎乗をする福永のフォローに回ることが多々あった。

### 飲酒に関して
武田の娘と結婚した時点で既に飲酒生活を送っていたなど、飲酒関係のエピソードが少なくない栗田であるが、武豊・武幸四郎の父として有名な武邦彦とは違い、『酒豪』と言う訳では無い。深酒する事が多かったが、武邦彦の様に『浴びる様に飲んでも酔わない』と言うタイプでは無く、泥酔する事も少なく無かった。事実、有馬記念前週に五冠馬・シンザンのオープン競走（1965年12月18日中山競馬）出走を巡って武田と対立。押し切られた腹いせにレース前日にもかかわらず小料理屋でヤケ酒をし泥酔した結果、翌日のレースをすっぽかしてしまい翌週からの騎乗停止処分を受け、肝心の有馬記念には弟弟子の松本善登が急遽騎乗する原因となっている。

### 杉本実況への影響
杉本清は関西テレビの中継をしていたこともあり、後々まで語り継がれている彼の実況には栗田の影響も少なくない。特に、八大競走初実況となった1969年桜花賞で「追い込み馬が届く展開です」と言ったのは、栗田に「1600mのレースで、最初の800mを47秒で通過すれば前の馬は全部つぶれる」と教えられたのが原因とされる。なお、パドック担当時代の杉本に「最後の直線でレコードタイムで逃げ込みを図るニホンピローエースを差し切る」と予言し、その通りに実行してみせた事もある。

## 騎手成績
4210戦766勝、重賞51勝（G-1級12勝含む）

### おもな勝ち鞍
- 天皇賞（秋）（1965年シンザン）
- 東京優駿（日本ダービー）（1960年コダマ、1964年シンザン）
- 菊花賞（1964年シンザン、1965年ダイコーター）
- 皐月賞（1964年シンザン）
- 桜花賞（1957年ミスオンワード）
- 優駿牝馬（オークス）（1957年ミスオンワード）
- 宝塚記念（1962年コダマ、1965年シンザン）
- 阪神3歳ステークス（1956年ミスオンワード[4]、1959年コダマ）

その他
- ショウフウミドリ
- タイヨウ
- タニノハローモア
- リユウフオーレル

## 参考資料
- 小山美千代『シンザンの騎手―天才ジョッキー栗田勝の生涯』（光人社、2012年）ISBN 4769815204
- 中央競馬ピーアール・センター編『日本の騎手』（中央競馬ピーアール・センター、1981年）